# Helius subfasciatus
Helius subfasciatus är en tvåvingeart som beskrevs av Alexander 1924. Helius subfasciatus ingår i släktet Helius och familjen småharkrankar.
Artens utbredningsområde är Taiwan. Inga underarter finns listade i Catalogue of Life.